# Municipio de Banner (condado de Rush)
El municipio de Banner (en inglés: Banner Township) es un municipio ubicado en el condado de Rush en el estado estadounidense de Kansas. En el año 2010 tenía una población de 157 habitantes y una densidad poblacional de 1,13 personas por km².

## Geografía
El municipio de Banner se encuentra ubicado en las coordenadas 38°24′54″N 99°11′28″O / 38.41500, -99.19111. Según la Oficina del Censo de los Estados Unidos, el municipio tiene una superficie total de 138.86 km², de la cual 138,84 km² corresponden a tierra firme y (0,01 %) 0,02 km² es agua.

## Demografía
Según el censo de 2010, había 157 personas residiendo en el municipio de Banner. La densidad de población era de 1,13 hab./km². De los 157 habitantes, el municipio de Banner estaba compuesto por el 96,18 % blancos, el 0,64 % eran asiáticos, el 0,64 % eran de otras razas y el 2,55 % eran de una mezcla de razas. Del total de la población el 3,18 % eran hispanos o latinos de cualquier raza.